# Club de Fútbol Potros de la Universidad Autónoma del Estado de México
Il Club de Fútbol Potros de la Universidad Autónoma del Estado de México, noto semplicemente come Potros UAEM, è una società calcistica messicana con sede a Toluca.

## Storia

### Moscos UAEM
Il club venne fondato nel 1966 quando l'Università Autonoma del Messico con sede a Toluca, iscrisse la propria società calcistica in Tercera División con il nome Moscos de la UAEM.
Nel 1972 venne promosso in Segunda División dove rimase per due stagioni prima di retrocedere. Dopo aver vinto il campionato 1974-1974 ritornò nella seconda divisione messicana dove rimase per le successive tre stagioni qualificandosi una sola volta alla Liguilla per l'assegnazione del titolo.

### Lobos UAEM
Nel 1976 cambiò il proprio nome diventando Lobos de la UAEM per i successivi due campionati. A causa del mancato sostegno da parte dei tifosi e alla contemporanea presenza del Toluca in città, al termine della stagione 1977-1978 la squadra fu ritirata dal calcio professionistico ed il suo posto venne occupato dai Coyotes Neza.

### Potros UAEM
Nel 1990 la squadra tornò a competere in terza divisione dopo 12 anni di assenza con il nome Potros de la UAEM. Nel 1999 riuscì a conquistare la promozione in Segunda División, nel frattempo diventata terzo livello del calcio messicano a seguito della nascita della Liga de Ascenso, rimanendovi per diversi anni.
Nella stagione 2013-2014 riuscì a trionfare nel torneo di Apertura 2014 sconfiggendo in finale il Cimarrones per 2-1 nel computo del doppio scontro. Nel maggio seguente affrontò quindi nello spareggio promozione il Loros (vincitore della Clausura 2015) perdendo per 3-1 il match di ritorno dopo il pareggio a reti inviolate dell'andata e rimanendo quindi in terza divisione.
La stagione seguente vinse nuovamente il torneo di Apertura, battendo in finale il Tlaxcala grazie all'1-0 maturato nel match di ritorno. Nella finale promozione sconfisse il Tampico Madero per 1-0, risultato ottenuto nell'incontro di andata prima del pareggio a reti inviolate del ritorno, centrando la promozione in Liga de Ascenso.
Il club ha militato nella seconda divisione messicana nelle successive stagioni, ottenendo come miglior risultato i quarti di finale di Liguilla nel 2016-2017 e nella Clausura 2017, perdendo rispettivamente contro Dorados e Juárez.
Il 7 dicembre 2019 il proprietario della società ha annunciato che il club non avrebbe preso parte al secondo semestre della stagione 2019-2020 per via di problemi finanziari che duravano da alcune stagioni. Ripartì quindi dalla Tercera División, dove prese possesso di una squadra filiale trasformandola nel team principale.

## Cronistoria del nome
- Moscos UAEM: (1970-1976) Nome ufficiale del club professionistico dell'Università Statale Messicana al suo approdo fra i professionisti.
- Lobos UAEM: (1976-1978) Nome assunto dal club dal 1976 fino alla prima scomparsa nel 1978.
- Potros UAEM: (1990-) Nome assunto nel 1990, anno del ritorno al calcio giocato dopo più di un decennio di assenza.

## Palmarès

### Competizioni nazionali
- Campionato messicano di terza divisione: 2

2014 (A), 2015 (A)
- Campeón de Ascenso de la Segunda División: 1

2015-2016
- Tercera División: 1

1974-1975

### Altri risultati
- Campionato messicano di quarta divisione

Finalista: 1967-1968, 1998-1999
- Campionato messicano di terza divisione

Finalista: 2008 (A), 2013 (A)
- Campeón de Ascenso de la Segunda División

Finalista: 2014-2015